# La Portorriqueña
La Portorriqueña és una botiga de Barcelona del barri de Raval dedicada a la torrefacció de café i fundada el 1902.
Es va obrir com a petit establiment de queviures situat al carrer del Bonsuccés, al costat de la Rambla, per l’indià Miquel Ferrer i la seva dona Graciales, nascuda a Puerto Rico. El 1908 les seves especialitats eren el sucre, la xocolata La Arabia-Chocolates de la Trapa i el cafè portat de les plantacions de San Felipe i Limón, situades a Ciales, Puerto Rico, propietat d’en Miquel Ferrer. El 1920, La Portorriqueña va obrir una sucursal al carrer Xuclà. Fins a mitjans d’aquella dècada van coexistir les dues botigues, tot i que finalment només va sobreviure la del carrer Xuclà.
Amb la jubilació de Graciales es va fer càrrec de la botiga un empleat seu, Eloy Álvarez, que va deixar la venda de queviures i es va concentrar en el cafè que es torrava cada dia entre les onze del matí i la una del migdia. Després el negoci va passar a mans del seu fill, Jordi Álvarez. El 2006 va passar a la seva viuda, Carme Rigata, fins al 2019 quan va ser comprat per la família Sans, fundadors dels cafès El Magnífico.